# عیوض‌علی‌لار
عیوض‌علی‌لار (به لاتین: Eyvazalılar) یک منطقه مسکونی در جمهوری آذربایجان است که در شهرستان بیلقان واقع شده است. عیوض‌علی‌لار ۲۲۴۸ نفر جمعیت دارد.